# Marie Under
Œuvres principales
Sonetids (Sonnets), 1917
Kivi südamelt (La pierre ôtée du cœur), 1935
Marie Under (née le 27 mars 1883 à Reval (Empire russe, actuelle Tallinn en Estonie), morte le 25 septembre 1980 à Stockholm en Suède est une poétesse estonienne. C'est l'un des écrivains estoniens les plus importants de la seconde moitié du XXe siècle, couronnée par de nombreux prix littéraires dans son pays.

## Biographie
Marie Under naît le 23 mars 1883 à Reval, l'actuelle Tallinn en Estonie, à l'époque dans l'Empire russe, où elle passe son enfance. Elle est la fille de Fredrich Under, instituteur, et de Leena Kerder. Elle apprend à lire très tôt et commence à composer de la poésie à treize ans. Entre 1891 et 1900, elle est scolarisée dans une école de langue allemande où elle apprend l'allemand, le français et le russe,. Par la suite, elle lit puis traduit en estonien des œuvres de Goethe, Schiller, Pär Lagerkvist et Boris Pasternak. En 1901, après avoir rencontré Eduard Vilde, elle est brièvement employée au journal estonien Teataja, ce qui lui permet de rencontrer de nombreux écrivains, poètes, artistes et intellectuels,. En 1902, Marie Under épouse Carl Hacker et tous deux déménagent pour Moscou, où Under vit avec lui de 1902 à 1906 ; le couple a deux filles. En 1913, Marie Under rencontre Artur Adson, également poète : elle divorce de Hacker, puis épouse Adson.
Le premier poème publié de Marie Under paraît dans le journal Postimees ; elle a alors 21 ans. Par la suite, elle publie plusieurs poèmes dans des anthologies. En 1917, elle publie son premier recueil de poèmes, Sonetid (Sonnets), recueil de sonnets qui remporte un grand succès et l'encourage dans l'écriture de poèmes. Elle publie plusieurs autres recueils. Dans le même temps, elle traduit « Le Bateau ivre » d'Arthur Rimbaud. Elle tient un salon littéraire dans sa maison, qui devient un lieu de rencontres de poètes et d'écrivains. Elle prend part au groupe littéraire Siuru, qui lance de nouveaux mouvements littéraires en Estonie, notamment l'expressionnisme et le futurisme, à l'époque où l'Estonie accède à l'indépendance politique. Son mode de vie libre à contre-courant des usages de l'époque fait d'elle l'une des premières femmes de lettres estoniennes. L'érotisme de certains de ses premiers poèmes lyriques, dans Sinine puri (La Voile bleue), provoque une polémique, qui ne nuit pas durablement à sa carrière littéraire.

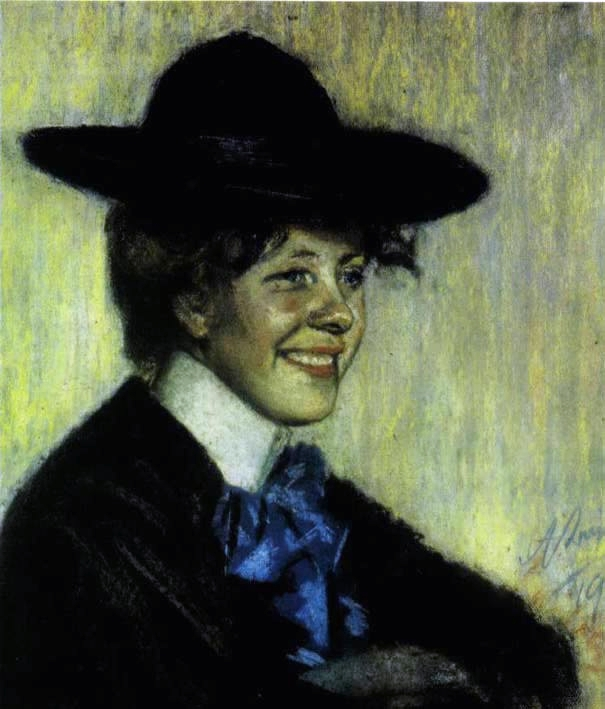
Portrait de Marie Under. Ants Laikmaa

En 1924, Marie Under épouse Artur Adson, également poète. Tous deux vivent à Tallinn, puis déménagent vers la banlieue de la ville, à Nõmme. Under continue à publier des recueils de poèmes influencés par ses impressions sur la nature, par ses lectures de la Bible et par le folklore estonien. En 1935, Une pierre ôtée du cœur est considéré comme un aboutissement de son œuvre. Marie Under devient l'une des plus importantes personnalités du monde littéraire en Estonie et reçoit plusieurs prix. En 1937, elle est élue membre du PEN club international. Une édition de ses œuvres complètes paraît en Estonie en 1940.
Le déclenchement de la Seconde Guerre mondiale vient bouleverser la vie d'Under et la culture estonienne. L'Estonie est occupée par l'Allemagne. Marie Under publie en 1942 D'une bouche chagrine, un des rares recueils de poésie parus sous l'occupation, recueil sombre et triste évoquant la guerre. Fin 1944, à l'approche de l'armée soviétique qui s'apprête à occuper à son tour le pays, Marie Under et Artur Adson font partie des quelque 70 000 Estoniens qui partent en exil ; ils s'installent en Suède. Marie Under continue d'écrire et de publier. En 1958, une nouvelle édition de ses œuvres complètes paraît, cette fois en Suède. En Estonie, ses œuvres sont interdites pendant l'occupation soviétique.
En 1974, Artur Adson publie en Suède un récit de vie sur Marie Under et lui ; la vie personnelle du couple et en particulier d'Under y est peu abordée.
Marie Under meurt le 25 septembre 1980 à Stockholm. À sa mort, elle laisse une œuvre poétique abondante, ainsi qu'une correspondance et quelques dizaines de pages d'un journal intime. En 1996, ses archives personnelles sont rapatriées en Estonie. Cela rend possible la réalisation d'une première biographie d'Under en 2008.

## Œuvre

### Recueils
- 1917 : Sonetid (Sonnets)
- 1918 : Eelõitseng (Première floraison)
- 1918 : Sinine puri (La Voile bleue)
- 1920 : Verivalla (Ensanglantée)
- 1923 : L'Héritage
- 1927 : Hääl varjust (Une voix dans l'ombre)
- 1928 : Rõõm Ühest ilusast päevast (Joie d'un beau jour)
- 1929 : Õnnevarjutus (Éclipse de bonheur)
- 1930 : Lageda taeva all (En plein air)
- 1935 : Kivi südamelt (La pierre ôtée du cœur, traduit en français en 1970)
- 1942 : Mureliku suuga (D'une bouche chagrine)
- 1954 : Sädemed tuhas (Étincelles dans la cendre)
- 1963 : Ääremail (Aux confins)

### Publications dans des anthologies
- 1953 : Modern Estonian Poetry (W.K. Matthews éd., collectif)
- 1954 : The PEN in Exile I (collectif)
- 1955 : Child of Man
- 1966 : The PEN in Exile II (collectif)

## Hommages
Un monument en marbre a été élevé en son honneur à Tallinn en 2010. Le sculpteur de la statue est Mati Karmin.

#### Traduction française
- Marie Under, La Pierre ôtée du cœur : poèmes, traduction de l'estonien et avant-propos de Michel Dequeker, Paris, Librairie Saint-Germain-des-Prés, 1970.

#### Études sur Marie Under
- (ekk) Sirje Kiin, Marie Under: elu, luuletaja identiteet ja teoste vastuvõtt, Tallinn, Tänapäev, 2009, 864 pages. (Traduction du titre : Marie Under : vie, identité poétique et réception de son œuvre.) Seconde édition : Marie Under. Elu ja luule, 2011.
- (ekk) Sirge Kiin, Marie Underi Euroopa-reisid, Tallinn, 2010. (Voyages européens de Marie Under. Trente et une lettres à ses filles, 1918-1930.)